# Adrianus Petit Coclico

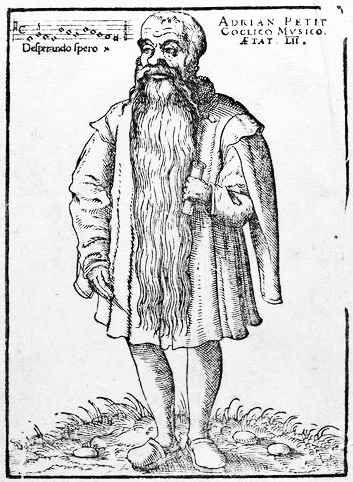
Adrianus Petit Coclico (1552)

Adrianus Petit Coclico, (ook Coclicus) ( in de Nederlanden, 1499 - Kopenhagen, omstreeks 1562 of 1563) was een Nederlandse muziektheoreticus, zanger en componist.

## Leven
Over zijn leven voor 1545 is weinig bekend, wanneer hij wordt vermeld in het register van de universiteit van Wittenberg, waar hij de leerlingen privé-onderricht verstrekte. Misschien was hij ooit in dienst bij de Franse koning en bevond hij zich onder paus Paulus III in Rome: hij zelf heeft in zijn “Compendium Musices” van 1552 waarschijnlijk ten onrechte beweerd dat hij een leerling van Josquin Desprez zou zijn geweest en dat hij pausen en koningen van Frankrijk zou hebben gediend.
Daarna werkte hij als muziekleraar. Hij leidde een rusteloos zwerversbestaan dat hem voor korte tijd bezigheden bezorgde in Wittenberg, Frankfurt am Main, Stettin, Koningsbergen, Neurenberg (1552) en Wismar. Zijn school in Mimberg was een flop. Hij vluchtte naar het Pruisische hof in Königsberg na een ernstig schandaal om uiteindelijk op het einde van zijn omzwervingen in Kopenhagen te belanden in (1556). Daar werkte hij als zanger aan de hofkapel van koning Christiaan III van Denemarken en later bij Marcellus Amersfortius tot aan zijn dood.

## Werken
Hij schreef vijf bundels met motetten waarin hij bijzondere aandacht verleende aan uitdrukkingskracht en woordbetekenis. Hoewel de waardering voor het technische vermogen van Coclico om dit ideaal in zijn muziek gestalte te geven klein is, werd de techniek door een niet gering aantal componisten geïmiteerd. In Nürenberg schreef en publiceerde Coclico zijn traktaat Compendium musices (uitgegeven in 1552), waarin hij als eerste muziektheoreticus de stijl van de Musica reservata definieerde: "Vere musicus est et habetur, non qui de numeris, prolationibus, signis ac valoribus multa novit garrire et scribere, sed qui docte et dulciter canit, cuilibet notae debitam syllabam applicans ac ita componit, ut laetis verbis laetos addat numeros et e contra."
In hetzelfde jaar gaf Coclico zijn Consolationes piae ex psalmis Davidicis uit onder de titel Musica reservata.